# Georg Hiller (Politiker)
Georg Hiller (* 18. August 1946 in Öllingen) ist ein deutscher Kommunalpolitiker. Er war 24 Jahre Bürgermeister von Blaubeuren (Baden-Württemberg).

## Leben und Wirken
Hiller schloss sein Studium an einer Fachhochschule als Diplom-Verwaltungswirt ab. Von 1963 bis 1978 war er in der Kommunalverwaltung tätig. 1978 wurde er zum Bürgermeister von Blaubeuren gewählt. 2002 trat er altersbedingt nicht mehr zur Wahl an. Von 1979 bis 2004 war er außerdem Kreisrat im Alb-Donau-Kreis.
Von 2003 bis 2013 war er Landesgeschäftsführer der Freien Wähler Baden-Württemberg.
Während seiner Amtszeit als Bürgermeister setzte er sich für die Erforschung und Darstellung der Urgeschichte Blaubeurens und der Schwäbischen Alb ein. Von 2004 bis 2020 war er Vorsitzender der Gesellschaft für Urgeschichte und Förderverein des Urgeschichtlichen Museums Blaubeuren. Er ist geschäftsführender Vorstand im Urgeschichtlichen Museum Blaubeuren.
2016 trat er als Autor und Herausgeber eines Sachbuches zur Eiszeitkunst in Baden-Württemberg hervor. Ihm ging es unter anderem darum, die Höhlen der ältesten Eiszeitkunst und die dazugehörende Landschaft der Schwäbischen Alb stärker in den öffentlichen Fokus zu rücken.

## Ehrungen
- 2002: Staufermedaille
- 2002: Ehrenbürger der Stadt Blaubeuren
- 2006: Verdienstkreuz am Bande der Bundesrepublik Deutschland
- 2016: Universitätsmedaille in Silber der Universität Tübingen[2]
- 2018: Archäologie-Preis Baden-Württemberg[3]